# Petko Lazarov
Petko Lazarov, en Búlgaro: Петко Лазаров (nacido el 28 de octubre de 1935 en Plovdiv, Bulgaria) es un exjugador búlgaro de baloncesto. Consiguió 2 medallas en competiciones internacionales con Bulgaria.